# Proskenion
Proskenion (gr. προσκήνιου – miejsce przed skene) w teatrze greckim podest przed skene, odpowiednik współczesnej sceny, pojawił się na przełomie V i IV w. p.n.e., a  upowszechnił się w II w. p.n.e. 
Aktorzy wraz z rozwojem teatru odłączyli się od chóru i przenieśli na proskenion, gdzie rozgrywali właściwą akcję sztuki, podczas gdy chór pozostał na orchestrze. W epoce hellenistycznej, ze względu na większą liczbę statystów na scenie, powiększono powierzchnię proskenionu, cofając boczne paraskeniony. Podniesiono także wysokość podestu, tak że musiano wchodzić nań po schodach; wyraźniej oddzieliło to chór od aktorów, ale też stworzyło miejsce pomiędzy orchestrą a proskenionem na powstanie hyposkenionu (to tu pojawiali się aktorzy odgrywający duchy i bóstwa podziemne). 
Odpowiednikiem proskenionu w teatrze rzymskim było pulpitum. W rzymskich amfiteatrach nie funkcjonowała orchestra, a chór dołączył do aktorów na scenie.